# Ecco ridente in cielo
« Eco ridente in cielo » (litt. « Voici, riant sous les cieux ») est une sérénade issue de l'opéra Le Barbier de Séville (1816) de Gioachino Rossini, chanté lors de la première apparition du ténor tenant le rôle du comte d'Almaviva. C'est un modèle parfait du genre bel canto.

## Histoire
Cette cavatine étant la première aria du ténor, Rossini choisit donc un morceau capable de mettre d'entrée de jeu en valeur les qualités vocales du chanteur. Pourtant, le soir de la première, le 20 février 1816, l'interprète du rôle, le ténor d'origine espagnole Manuel Garcia obtient du jeune compositeur (il n'a pas 24 ans !) le remplacement de cet air par un morceau de musique espagnole, qu'il interprète à la guitare ; l'action se déroulant à Séville, cela ajoute à la couleur locale. Malheureusement, dans une salle largement hostile à Rossini, c'est un public mécontent qui observe Garcia accorder sa guitare en direct, cela n'ayant pas été fait auparavant. Lors de l'interprétation de son morceau, une des cordes de l'instrument se rompt et le ténor la remplace sur la scène, sous les sifflets de la salle. Devant un tel fiasco, lors de la deuxième le lendemain, Rossini impose la cavatine de sa composition, que l'on entend encore aujourd'hui. Pourtant, ce morceau n'est rien moins qu'un emprunt à l'opéra Aureliano in Palmira, créé en 1813.

## Livret
Ecco ridente in cielo

spunta la bella aurora,

e tu non sorgi ancora

e puoi dormir così?

Sorgi, mia dolce speme,

vieni bell'idol mio,

rendi men crudo, oh Dio,

lo stral che mi feri.

Oh sorte! già veggo

quel caro sembiante,

quest'anima amante

ottenne pietà!

Oh, istante d'amore!

Felice momento!

## Interprètes célèbres
- Manuel Garcia, lors de la deuxième de l'opéra, après les déconvenues connues à la première.
- Un des meilleurs interprètes du rôle au début du XXIe siècle est le ténor péruvien Juan Diego Florez.